# Cabanes (kommun i Spanien, Valencia, Província de Castelló, lat 40,15, long 0,12)
Cabanes är en kommun i Spanien.   Den ligger i provinsen Província de Castelló och regionen Valencia, i den östra delen av landet, 300 km öster om huvudstaden Madrid. Antalet invånare är 2 971. Arean är 132 kvadratkilometer. Cabanes gränsar till Benlloch, Torreblanca, Orpesa/Oropesa del Mar, Benicàssim, La Pobla Tornesa, Vilafamés och Vall d'Alba. 
Terrängen i Cabanes är platt åt nordost, men åt sydväst är den kuperad.